# ده كل (شليل)
ده کل (بالفارسية: ده کل) هي قرية تقع في إيران في قسم شلیل الريفي.